# Augustin Blazović
Augustin Franjo Blazović (Frakanava, 29. siječnja 1921. – Beč, 10. svibnja 2004.) bio je hrvatski benediktinac, pjesnik, novelist, romanopisac, dramatik, prevoditelj i znanstvenik iz Gradišća.

## Životopis
Rođen je 1921. godine u Frankanavi u Austriji. Osnovnu školu s dvojezičnom nastavom pohađao je u rodnom mjestu. U Kisegu, kod benediktinaca, završio je gimnaziju od 1932. do 1940. godine. Godine 1940. pristupio je u benediktinski red u Pannonhalmi. Tamo je nastavio teološki studij.
Godine 1947. studij matematike i fizike u Budimpešti. Od 1949. do 1953. u Beču je studirao filozofiju i sociologiju. Tamo je 1953. postigao doktorat iz filozofskih znanosti. Predavao je matematiku i fiziku od 1946. do 1948. u benediktinskoj gimnaziji u Budimpešti.
Djelovao je u bogoslovskom sjemeništu gradišćanske biskupije, kao prefekt studija i vicerektor Zavoda. Djelovao je i kao superior za sve mađarske benediktince, koji žive u Zapadnoj Europi te kao ekonom za inozemstvo svoje matične nadopatije Pannonhalma u Mađarskoj.
Od 1949. bio je dušobrižnik Gradišćanskih Hrvata u Beču. Pripadao je krugu gradišćanskih pisaca koji su književno oblikovali hrvatsku problematiku Gradišća, djelujući na nasljeđu Mate Meršića Miloradića.

## Djela
- „Hiža Drašković”
- „Vigilija: bdjenje ili virostovanje” (1961.)
- „Sveci u crikvenom ljetu” (1966.)
- „Rosa i dim” (1977.)
- „Tri drame” (1983.)
- „Slike i sudbine” (1991.)
- „Svidočanstvo za vjeru” (1996.)
- „Čežnja”
- „Otvorite zviranjke”
- „Žitak svecev”
- „Na putu u bolji život”

## Nagrade i priznanja
- Nagrada za literaturu zemlje Gradišće 1982.
- Zlatni časni znak za zasluge u vezi s Republikom Austrijom 1984.
- Veliki časni znak zemlje Gradišće 1989.
- Odlikovanje službenom titulom profesor 1991. (dodijelio austrijski predsjednik Kurt Waldheim)
- Kulturnu nagrada Gradišćanskih Hrvata (Kulturna nagrada Gradišćanskih Hrvatov) 1996.

### Članci
- Šimundža, Drago. 1988. Augustin Blazović. Crkva u svijetu. Sveučilište u Splitu - Katolički bogoslovni fakultet. Split. 23 (4): 369–370
- Krpan, Stjepan. 1989. Blazović, Augustin. Hrvatski biografski leksikon. Zagreb.  journal zahtijeva |journal= (pomoć)